# Nicole Docq
Nicole Docq (Bergen, 22 augustus 1948) was een Belgisch lid van het Waals Parlement.

## Levensloop
Als ambtenares militeerde Docq in de socialistische rangen. Als militant was haar terrein vooral in Tongrinne, waar ze in 1970 tot gemeenteraadslid verkozen werd. Na de fusies van 1976 werd ze gemeenteraadslid van Sombreffe en werd er PS-fractieleider. Nadat ze er OCMW-voorzitter werd, werd ze in januari 1993 schepen ter opvolging van Roger Bastin, de nieuwe burgemeester van Sombreffe. In 1999 werd ze zelf burgemeester van de gemeente toen Bastin permanent gedeputeerde werd. In 2000 werd ze echter naar de oppositie gestuurd en was ze enkel gemeenteraadslid meer. Van 2008 tot 2012 was ze opnieuw schepen van de gemeente.
Ondertussen trad ze in oktober 1995 in het Waals Parlement en het Parlement van de Franse Gemeenschap ter opvolging van de overleden Gérard Jaumain en bleef er zetelen tot in 1999. In 2001 volgde ze in beide parlementen Bernard  Anselme op en in 2004 Claude Eerdekens. Ze bleef ditmaal in beide parlementen zetelen tot in 2009 en stelde zich toen geen kandidaat meer bij de verkiezingen. Nadat Docq in 2012 besliste om niet op te komen op de PS-lijst van Sombreffe, maar op de Lijst van de Burgemeester, werd ze in juli uit de PS gezet. Bij de gemeenteraadsverkiezingen van 2012 werd ze echter niet herkozen als gemeenteraadslid.